# Industrie à La Réunion
 (août 2023).
Si vous disposez d'ouvrages ou d'articles de référence ou si vous connaissez des sites web de qualité traitant du thème abordé ici, merci de compléter l'article en donnant les références utiles à sa vérifiabilité et en les liant à la section « Notes et références ».

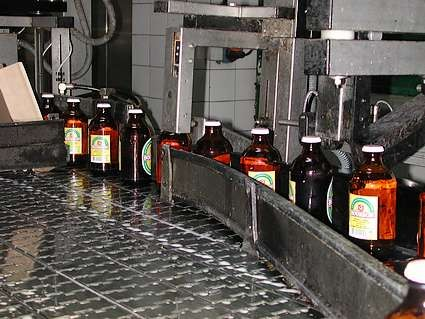
Bouteilles de Dodo sur une chaîne des Brasseries de Bourbon.

L'industrie est un secteur économique en développement sur l'île de La Réunion. Le tissu économique local reste néanmoins complètement dominé par le secteur tertiaire.

## Installations industrielles

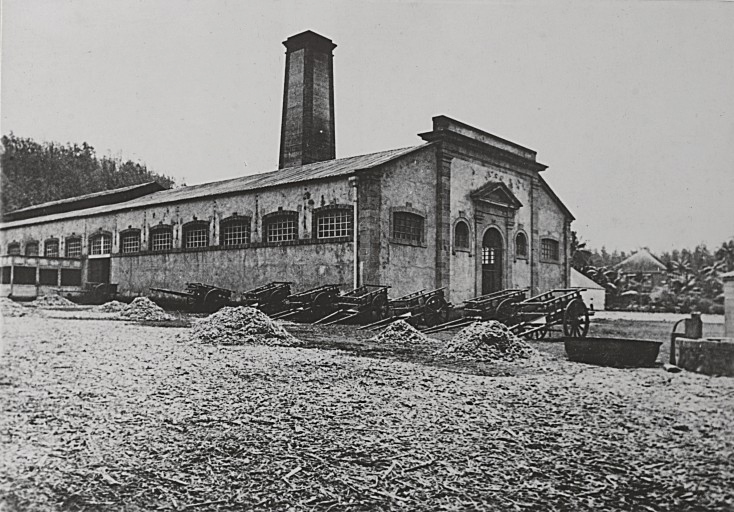
Une usine sucrière réunionnaise 1879 et 1891.

- Usine de Beaufonds.
- Usine de Bois Rouge.
- Usine de Grands-Bois.
- Usine du Gol.

## Entreprises industrielles

### Industrie agroalimentaire
- Brasseries de Bourbon, producteur d'alcools.
- Distillerie de Savanna, producteur d'alcools.
- Compagnie laitière des Mascareignes, groupe laitier.
- Groupe Quartier Français, groupe sucrier.
- Edena, producteur d'eau.
- Cilaos, producteur d'eau.
- Bagatelle, producteur d'eau.
- Australine, producteur d'eau.

### Autres
- Société réunionnaise des produits pétroliers, groupe pétrolier ;
- Holcim, cimenterie.